# Ion Ansotegi
Ion Ansotegi Gorostola (Berriatua, 13 luglio 1982) è un allenatore di calcio ed ex calciatore spagnolo, di ruolo difensore, allenatore della Real Sociedad B.